# Médiane (géométrie)
Pour les articles homonymes, voir Médiane.
Dans son sens le plus courant, une médiane désigne, dans un triangle, une droite joignant un des trois sommets du triangle au milieu du côté opposé.
Par extension, en géométrie plane, les médianes d'un quadrilatère sont les segments reliant les milieux de deux côtés opposés.
Enfin, en géométrie dans l'espace, les médianes d'un tétraèdre sont les droites passant par un sommet du tétraèdre et par l'isobarycentre des trois autres.

## Géométrie du triangle

Médiane AI et hauteur AH d'un triangle ABC.

Dans un triangle ABC, la médiane issue du sommet A est la droite (AI) où I désigne le milieu du segment [BC]. Le terme médiane désigne parfois le segment [AI] plutôt que la droite (AI).
Chaque médiane sépare le triangle ABC en deux triangles d'aires égales : l'aire du triangle ABI est égale à l'aire du triangle ACI.

### Théorème de la médiane
Dans le triangle ABC, si I est le milieu de [BC] alors {\displaystyle {\overrightarrow {AB}}+{\overrightarrow {AC}}=2{\overrightarrow {AI}}.} Cette égalité est une conséquence immédiate de la définition de I comme isobarycentre de B et C (voir le § « Réduction » de l'article sur le barycentre).
Le « premier théorème de la médiane » affirme que
{\displaystyle AB^{2}+AC^{2}={1 \over 2}BC^{2}+2AI^{2}.}
Il fut énoncé par Apollonius de Perga et par Thalès.

### Isobarycentre

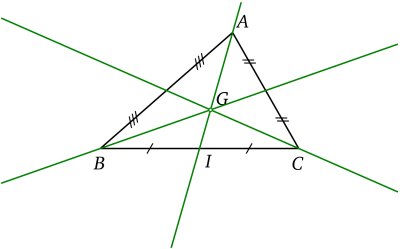
Médianes et isobarycentre d'un triangle.

Les trois médianes d'un triangle sont concourantes. Leur point d'intersection est l'isobarycentre des trois sommets, souvent appelé  « centre de gravité du triangle ». Il est situé aux deux tiers de chaque médiane à partir du sommet correspondant.
Cet isobarycentre G vérifie la relation vectorielle :
{\displaystyle {\overrightarrow {GA}}+{\overrightarrow {GB}}+{\overrightarrow {GC}}={\overrightarrow {0}}.}
Il existe une autre démonstration, n'utilisant aucune connaissance vectorielle.

### Particularités
Chaque médiane d'un triangle, issue d'un sommet (A par exemple) forme avec les deux côtés adjacents du triangle et la parallèle passant par A au côté opposé un faisceau harmonique.
Les deux droites reliant un sommet au milieu de chaque médiane issue des deux autres sommets, coupent le côté opposé en trois parts égales.
La plus grande ellipse inscrite dans un triangle (ellipse de Steiner) est tangente aux côtés du triangle aux pieds des médianes.
Dans tout triangle, la somme des carrés des longueurs des trois médianes {\displaystyle m_{A}}, {\displaystyle m_{B}} et {\displaystyle m_{C}} est égale aux trois quarts de la somme des carrés des côtés :
{\displaystyle m_{A}^{2}+m_{B}^{2}+m_{C}^{2}={\frac {3}{4}}(a^{2}+b^{2}+c^{2})}, avec a=BC, b=AC et c=AB.

### Médiane dans des triangles particuliers

Médiane AM dans un triangle ABC rectangle en A. On remarque que MA, MB et MC sont égaux, et que MA coupe ABC en deux triangles isocèles.

Dans un triangle isocèle, la médiane relative à la base du triangle est un axe de symétrie du triangle. Considérées comme des segments, les deux autres médianes sont de longueur égale. Réciproquement si dans un triangle deux médianes sont de même longueur, le triangle est isocèle.
Dans un triangle rectangle, la médiane issue du sommet de l'angle droit mesure la moitié de l'hypoténuse. Réciproquement si dans un triangle la longueur d'une médiane est égale à la moitié de la longueur du côté correspondant, le triangle est rectangle.
Dans un triangle, les médianes issues de B et C sont orthogonales si et seulement si on a la relation suivante entre les côtés du triangle : b2 + c2 = 5a2.
Si la médiane AM = {\displaystyle {\frac {3}{2}}a}, alors les deux autres médianes sont orthogonales.

## Médianes dans un quadrilatère

Médianes d'un quadrilatère.

Les médianes du quadrilatère sont les segments reliant les milieux des côtés opposés. 
- Les médianes sont les diagonales du parallélogramme de Varignon, elles se coupent en leurs milieux.
- L'associativité des barycentres permet aussi de justifier que le milieu des médianes est l'isobarycentre des sommets du quadrilatère. Contrairement au cas du triangle, cet isobarycentre des sommets ne coïncide pas avec le centre de masse.

## Géométrie dans l'espace

Le tétraèdre régulier de la molécule de méthane.

En géométrie dans l'espace, on appelle médianes d'un tétraèdre les droites joignant un des sommets du tétraèdre et l'isobarycentre des trois autres. Il y a donc quatre médianes dans un tétraèdre. Elles se coupent en un point qui est l'isobarycentre des quatre sommets (voir Théorème de Commandino (de)). Il en va de même pour les trois bimédianes (joignant les milieux de deux arêtes opposées).
Toutes ces propriétés (du triangle, du quadrilatère et du tétraèdre) sont des cas particuliers du théorème suivant, conséquence de l'associativité du barycentre, :

Soit S un ensemble fini de points d'un espace affine. On appelle médiane de S tout segment joignant les isobarycentres de deux parties non vides de S complémentaires l'une de l'autre. Alors, toutes les médianes de S se coupent en l'isobarycentre de S.
(On peut même préciser, en fonction du quotient des nombres de points des deux parties, la position de l'isobarycentre sur le segment considéré.)
Dans un tétraèdre régulier (dont toutes les faces sont des triangles équilatéraux), les médianes sont aussi les hauteurs. On dit que ce tétraèdre est orthocentrique, car ses hauteurs sont concourantes (ce n'est pas le cas, en général, dans un tétraèdre, contrairement à un triangle).
La molécule de méthane CH4 illustre ce cas : les sommets sont occupés par des atomes d'hydrogène ; l'atome de carbone se situe au point de rencontre des médianes.